# Larz Johansson
Larz Arvid Johansson (i riksdagen kallad Johansson i Ålberga), född 7 mars 1937 i Trosa-Vagnhärads församling i Södermanlands län, är en svensk politiker (centerpartist). Han var ordinarie riksdagsledamot 1979–1993, invald för Södermanlands läns valkrets. Till yrket har Johansson varit först lantbrukare och senare kommunalråd och koncernchef.
Han är son till lantbrukaren Arvid Johansson och Viola Andersson. Han gifte sig 1958 med Birgitta Gustavsson (född 1937). Johansson var kommunalråd i Vagnhärads kommun 1970–1973 och Nyköpings kommun 1974–1979.
I riksdagen var han vice ordförande i utbildningsutskottet 1988–1991. Johansson avsade sig sitt uppdrag som riksdagsledamot från och med 12 maj 1993. Till ny ordinarie riksdagsledamot utsågs Ingrid Skeppstedt. Han engagerade sig främst i utbildningspolitik och regionala frågor.